# Síndromes de falsa identificação delirante
Síndromes de falsa identificação delirante é um termo genérico introduzido por Christodoulou em seu livro The Delusional Misidentification Syndromes (Basileia, 1986) para um grupo de transtornos delirantes que ocorrem em contextos mentais e neurológicos. Todos eles envolvem a crença de que a identidade de uma pessoa, objeto ou lugar de alguma forma mudou ou foi alterada. Como essas delusões geralmente dizem respeito apenas a um tópico específico, elas também se enquadram na categoria chamada de delírios monotemáticos.
Geralmente, considera-se que esta síndrome psicopatológica inclui quatro variantes principais:
- A síndrome de Capgras é a crença de que, geralmente, um parente próximo ou cônjuge foi substituído por um impostor de aparência idêntica.
- A síndrome de Fregoli é a crença de que várias pessoas que o paciente conhece são, na verdade, uma única pessoa disfarçada.
- A Intermetamorfose é a crença de que as pessoas no ambiente trocam identidades umas com as outras, mantendo a mesma aparência e essência.
- A síndrome dos duplos subjetivos, descrita por Christodoulou em 1978 (American Journal of Psychiatry 135, 249, 1978), é a crença de que há um doppelgänger ou duplicata de si mesmo realizando ações independentes.[2][3][4]

No entanto, crenças delirantes semelhantes, muitas vezes singularmente ou mais raramente relatadas, às vezes também são consideradas como parte da síndrome de falsa identificação delirante. Por exemplo:
- Erro de identificação auto-espelhado é a crença de que o reflexo de alguém em um espelho é outra pessoa.
- Paramnésia reduplicativa é a crença de que uma pessoa, lugar, objeto ou parte do corpo foi duplicada. Por exemplo, uma pessoa pode acreditar que, de fato, não está no hospital para o qual foi internada, mas sim um hospital idêntico em uma parte diferente do país, apesar de ser obviamente falso.[5]
- Síndrome de Cotard é uma rara desordem em que as pessoas mantêm uma crença ilusória de que estão mortas (figurativamente ou literalmente), negação da própria existência, putrefação ou perderam o sangue ou os órgãos internos. Em casos raros, pode incluir delírios de imortalidade.[6]
- Síndrome do companheiro delirante é a crença de que objetos (como os brinquedos macios) são seres sencientes.[7]
- Pluralização clonal do eu, quando uma pessoa acredita que existem várias cópias de si mesmo, idênticas tanto física como psicologicamente, mas fisicamente separadas e distintas.[8]

Existem evidências consideráveis de que distúrbios como as síndromes de Capgras ou Fregoli estão associados a distúrbios de percepção e reconhecimento facial. No entanto, foi sugerido que todos os problemas de identificação ocorrem em um continuum de anomalias de familiaridade, de déjà vu em um extremo para a formação de crenças delirantes no outro.